# USS Roberts (DE-749)
USS Roberts (DE-749) là một tàu hộ tống khu trục lớp Cannon từng phục vụ cùng Hải quân Hoa Kỳ trong Chiến tranh Thế giới thứ hai. Nó là chiếc tàu chiến duy nhất của Hải quân Hoa Kỳ được đặt cái tên này, theo tên Thiếu úy Hải quân Arthur John Roberts, Jr. (1920-1942), người từng phục vụ trên tàu tuần dương hạng nặng Pensacola (CA-24) và đã tử trận trong trận Tassafaronga tại Guadalcanal vào ngày 1 tháng 12, 1942. Nó đã phục vụ cho đến khi chiến tranh kết thúc, xuất biên chế năm 1947, nhưng đã được huy động trở lại và tái biên chế trong giai đoạn Chiến tranh Lạnh từ năm 1950 đến năm 1964. Con tàu bị rút đăng bạ năm 1968 và bị bán để tháo dỡ năm 1971. Roberts được tặng thưởng một Ngôi sao Chiến trận do thành tích phục vụ trong Thế Chiến II.

## Thiết kế và chế tạo
Lớp Cannon có thiết kế hầu như tương tự với lớp Buckley dẫn trước; khác biệt chủ yếu là ở hệ thống động lực Kiểu DET (diesel electric tandem). Các động cơ diesel đặt nối tiếp nhau dẫn động máy phát điện để cung cấp điện năng quay trục chân vịt cho con tàu. Động cơ diesel có ưu thế về hiệu suất sử dụng nhiên liệu, giúp cho lớp Cannon cải thiện được tầm xa hoạt động, nhưng đánh đổi lấy tốc độ chậm hơn.
Vũ khí trang bị bao gồm ba pháo 3 in (76 mm)/50 cal trên tháp pháo nòng đơn có thể đối hạm hoặc phòng không, một khẩu đội pháo phòng không Bofors 40 mm nòng đôi và tám pháo phòng không Oerlikon 20 mm. Vũ khí chống ngầm bao gồm một dàn súng cối chống tàu ngầm Hedgehog Mk. 10 (có 24 nòng và mang theo 144 quả đạn); hai đường ray Mk. 9 và tám máy phóng K3 Mk. 6 để thả mìn sâu. Con tàu vẫn giữ lại ba ống phóng ngư lôi Mark 15 21 inch (533 mm). Thủy thủ đoàn đầy đủ bao gồm 15 sĩ quan và 201 thủy thủ.
Roberts được đặt lườn tại xưởng tàu của hãng Western Pipe and Steel Company ở Los Angeles, California vào ngày 11 tháng 2, 1943. Nó được hạ thủy vào ngày 14 tháng 11, 1943, được đỡ đầu bởi bà Ruth Marohn, và nhập biên chế cùng Hải quân Hoa Kỳ vào ngày 2 tháng 9, 1944 dưới quyền chỉ huy của Hạm trưởng, Thiếu tá Hải quân Robert Macfarlane Catharine, Jr.

## Lịch sử hoạt động

### 1944 - 1947
Sau khi hoàn tất việc chạy thử máy ngoài khơi phía Nam California, Roberts khởi hành vào ngày 130 tháng 11, 1944 để đi sang Trân Châu Cảng. Sau khi đến nơi vào ngày 10 tháng 12, nó gia nhập một đội đặc nhiệm tìm-diệt tàu ngầm, hoạt động cùng với tàu sân bay hộ tống Corregidor (CVE-58) trong ba tuần lễ tiếp theo để tuần tra tại khu vực phía Bắc và phía Đông quần đảo Hawaii. Vào tháng 1 và đầu tháng 2, 1945, đội đặc nhiệm hoạt động tuần tra sang phía Tây, chủ yếu tại khu vực quần đảo Marshall, rồi quay trở về Trân Châu Cảng. Từ ngày 1 đến ngày 18 tháng 3, tại khu vực giữa các đảo Johnston và Kwajalein, đội đặc nhiệm tham gia vào hoạt động tìm kiếm Trung tướng Millard Harmon, khi máy bay chở vị Tư lệnh Không lực Lục quân khu vực Thái Bình Dương bị mất tích trên biển; mọi nỗ lực tìm kiếm đã không mang lại kết quả.
Vào cuối tháng 3, đội đặc nhiệm được tiếp liệu tại Majuro trước khi tái tục nhiệm vụ tuần tra tìm-diệt tàu ngầm, lần này tại khu vực quần đảo Marshall. Roberts được cho tách ra vào cuối tháng 4 và di chuyển đến Ulithi, nơi nó khởi hành vào ngày 12 tháng 5 để hướng sang Okinawa, tháp tùng để bảo vệ cho tàu sân bay hộ tống Nehenta Bay (CVE-74) trên đường đi. Vào ngày 16 tháng 5, nó gia nhập cùng tàu sân bay hộ tống Natoma Bay (CVE-62) và tháp tùng bảo vệ nó cho đến ngày 31 tháng 5. Vào ngày hôm đó nó chuyển sang hộ tống cho tàu sân bay hộ tống Gilbert Islands (CVE-107), rồi rời khu vực quần đảo Ryūkyū vào ngày hôm sau để bảo vệ cho tàu sân bay hộ tống Makin Island (CVE-93) trong hành trình đi đến Guam.
Sau khi đi đến Guam vào ngày 5 tháng 6, Roberts tiếp tục đi sang Eniwetok, và lại cùng tàu sân bay hộ tống Kasaan Bay (CVE-69) tiếp nối hoạt động tuần tra tìm-diệt tàu ngầm vào ngày 27 tháng 6. Trong tháng 7, đội đặc nhiệm truy tìm tàu ngầm đối phương dọc các tuyến hàng hải tại Micronesia, và đến cuối tháng đã chuyển sang khu vực biển Philippine. Chiếc tàu hộ tống khu trục quay trở về Guam để sửa chữa vào đầu tháng 8; tuy nhiên, Nhật Bản đã chấp nhận đầu hàng vào ngày 15 tháng 8 giúp kết thúc cuộc xung đột. Trong tháng 9, nó hộ tống các tàu đổ bộ thuộc Lực lượng Đổ bộ Đệ Ngũ hạm đội di chuyển từ Saipan đến Nagasaki; rồi sang tháng 10 tiếp tục hộ tống các tàu vận tải đi từ Luzon đến Sasebo, nhằm vận chuyển lực lượng chiếm đóng đến Nhật Bản.
Hoàn thành nhiệm vụ, Roberts lên đường vào ngày 18 tháng 10 cho hành trình quay trở về Hoa Kỳ, về đến San Diego, California vào ngày 10 tháng 11. Nó tiếp tục đi sang vùng bờ Đông để chuẩn bị ngừng hoạt động, và vào tháng 1, 1946 đã di chuyển từ Norfolk, Virginia xuống phía Nam đến Green Cove Springs, Florida, nơi nó neo đậu cùng Hạm đội Dự bị Đại Tây Dương. Vào tháng 1, 1947 nó được điều động sang Quân khu Hải quân 5 để hoạt động như một tàu huấn luyện dự bị. Vào ngày 2 tháng 3, con tàu đi đến Norfolk, và sang ngày hôm sau được cho xuất biên chế, nhưng phục vụ trong thành phần dự bị.  Trong những năm tiếp theo nó thực hiện các chuyến đi huấn luyện cho nhân sự Hải quân Dự bị Hoa Kỳ dọc bờ biển Đại Tây Dương và tại vùng biển Caribe.

### 1950 - 1968
Sự kiện cuộc Chiến tranh Triều Tiên bất ngở nổ ra vào ngày 25 tháng 6, 1950 đã khiến Hải quân Hoa Kỳ lâm vào tình trạng thiếu hụt tàu chiến sẵn sàng hoạt động. Vì vậy Roberts được cho nhập biên chế trở lại trong tình trạng dự bị vào ngày 13 tháng 8, rồi chuyển sang trạng thái hiện dịch vào ngày 1 tháng 12.  Tuy con tàu vẫn tiếp tục vai trò huấn luyện, nó mở rộng phạm vi hoạt động và còn tham gia vào các cuộc cơ động tập trận hạm đội. Chiếc tàu hộ tống khu trục thực hiện một chuyến đi huấn luyện sang khu vực Địa Trung Hải vào tháng 6, 1952, và tham gia một cuộc tập trận trong Khối NATO vào năm 1953. Vào mùa Hè năm 1954, một chuyến đi khác đưa con tàu đến vùng biển Nam Mỹ, trong khi các chuyến đi thực hành thường lệ kéo dài trong 2 tuần được kéo dài suốt từ Nova Scotia đến Florida và vùng biển Caribe. 
Khi căng thẳng trong quan hệ với Khối Cộng sản ngày càng tăng cao dẫn đến sự kiện cuộc khủng hoảng Berlin, vào ngày 2 tháng 10, 1961, Roberts tách khỏi vai trò huấn luyện dự bị khi được huy động vào Hải đội Hộ tống 12 mới được thành lập, đặt căn cứ tại Norfolk. Đến ngày 1 tháng 8, 1962, con tàu quay trở lại Hải đội Khu trục Dự bị 34 và trở lại nhiệm vụ huấn luyện dự bị.
Roberts được cho xuất biên chế về thành phần dự bị lần sau cùng vào ngày 1 tháng 10, 1964, giới hạn các chuyến đi huấn luyện dự bị chỉ vào dịp cuối tuần và kéo dài 2 tuần, cho đến khi nó ngừng hoạt động vào ngày 21 tháng 9, 1968. Tên nó được cho rút khỏi danh sách Đăng bạ Hải quân hai ngày sau đó, và cuối cùng nó bị đánh chìm như một mục tiêu vào tháng 11, 1971.

## Phần thưởng
Roberts được tặng thưởng một Ngôi sao Chiến trận do thành tích phục vụ trong Thế Chiến II.
|  |  | Bronze star |
|  |  | Bronze star |

| Huân chương Viễn chinh Hải quân      | Huân chương Chiến dịch Hoa Kỳ           | Huân chương Chiến dịch Châu Á-Thái Bình Dương với 1 Ngôi sao Chiến trận |
| Huân chương Chiến thắng Thế Chiến II | Huân chương Phục vụ Chiếm đóng Hải quân | Huân chương Phục vụ Phòng vệ Quốc gia với 1 Ngôi sao Chiến trận         |